# Guntia
Guntia là một chi bướm đêm thuộc họ Noctuidae.